# Спицыно (Кичменгско-Городецкий район)
Спицыно — деревня в Кичменгско-Городецком районе Вологодской области.
Входит в состав Кичменгского сельского поселения (с 1 января 2006 года по 1 апреля 2013 года входила в Погосское сельское поселение), с точки зрения административно-территориального деления — в Погосский сельсовет.
Расстояние до районного центра Кичменгского Городка по автодороге — 27 км. Ближайшие населённые пункты — Громозово, Клюкино, Акимово.
По переписи 2002 года население — 115 человек (59 мужчин, 56 женщин). Всё население — русские.